# Balacra affinis
Balacra affinis är en fjärilsart som beskrevs av Rothschild 1910. Balacra affinis ingår i släktet Balacra och familjen björnspinnare. Inga underarter finns listade i Catalogue of Life.